# Lycia prodromaria
Lycia prodromaria là một loài bướm đêm trong họ Geometridae.